# 司波寛
司波 寛（しば ゆたか、1937年5月 - 2021年7月）全国路地のまち連絡協議会世話人、財団法人都市農地活用支援センターアドバイザー、日本の都市プランナーで都市計画協会マスター都市プランナー。（社）国土政策研究会理事、都市計画コンサルタント協会理事、文部科学省革新技術活性化委員。日本都市計画家協会副会長、東京理科大学講師、八王子市都市計画マスタープラン策定委員など歴任。技術士建設部門、一級建築士。神戸市生まれ。

## 主な経歴
1962年 東京大学工学部土木工学科卒。
1962年 - 1966年  日本技術開発株式会社勤務。
1966年 - 1968年  東京大学大学院工学系研究科都市工学専攻修士課程修了。
1968年 - 1971年 株式会社計画技術研究所取締役。
1971年 株式会社都市総合計画を設立し同代表取締役→取締役顧問。
2010年 退職。
著書に『まちづくり政策実現ガイド』（ぎょうせい、2010）『都市・農村の新しい土地利用戦略―変貌した線引き制度の可能性を探る』（学芸出版社、2003）『日本の街を美しくする』（学芸出版社）『路地からのまちづくり』（学芸出版社、2006）など。